# Universitas Pelita Harapan
Universitas Pelita Harapan – indonezyjska uczelnia prywatna w mieście Tangerang (prowincja Banten). Została założona w 1993 roku.